# Форель райдужна
Форель райдужна, також пструг канадський (Oncorhynchus mykiss) — вид лососевих риб роду Oncorhynchus, батьківщиною якої є західна частина Північної Америки — від півдня Аляски до каліфорнійського узбережжя. В Україну її вперше було завезено в кінці XIX ст. Із середини XX ст. пструга райдужного систематично розводять. З рибоводних господарств її особини потрапляють у річки. У деяких річках Карпат і Криму пструг райдужний утворив самовідтворювальні популяції.

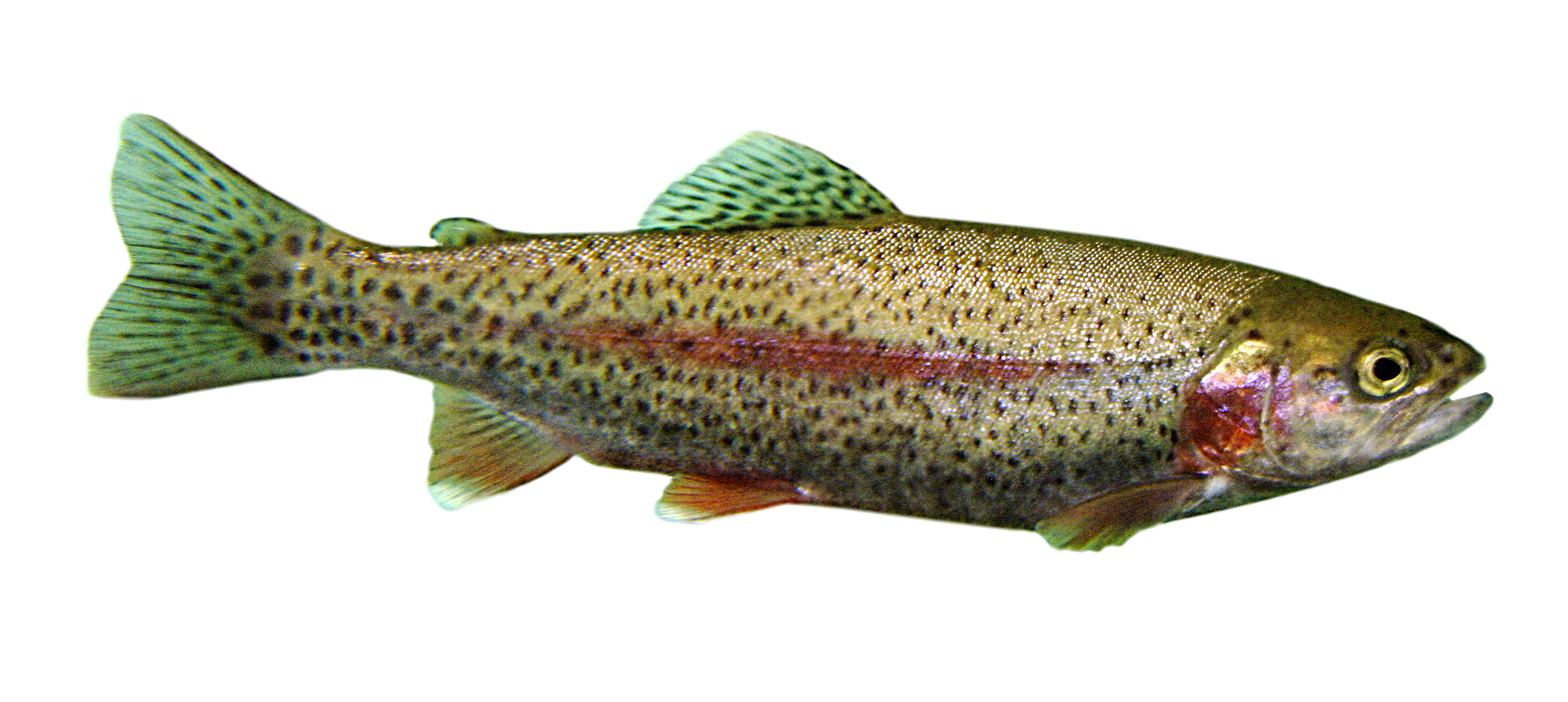
Пструг райдужний

Тіло риби видовжене, з боків сплюснуте, вкрите дрібною лускою, спина товстувата. Спинний плавець міститься перед уявною вертикаллю від початку черевних плавців. Зовнішній край спинного плавця опуклий, анального — виїмчастий, зрідка прямий. Хвостовий плавець у риб до дворічного віку з невеликою виїмкою, яка зникає у старіших риб.

Відповідно до водного середовища сріблясте забарвлення пструга райдужного темніше в глибоководних водоймах з кам'янистим дном і холодною водою, світліше — у водоймах із світлим піщаним дном і порівняно теплою водою. Вище від бічної лінії є багато дрібних чорних плям — на голові, спинному, жировому і хвостовому плавцях. На боках плями більші, черево світліше, ніж боки. Вздовж бічної лінії є широка райдужна смужка, в якій переважають червоні відтінки. Особливо яскрава райдужна смужка в самців, її яскравість збільшується в період нересту. Тіло самців темніше, ніж у самок. Крім того, у самців викривляються щелепи, на них з'являються зуби, на нижній щелепі виростає хрящовий горбик.

Пструг райдужний може пристосуватися і до вищої температури води. Тому в гірських річках вона живе в середніх і нижніх течіях, де вода тепліша, ніж у верхів'ях річок. Найсприятливішою є температура води +12…+18 °С. При іншій температурі води спостерігається зниження темпів росту. Помічено, що температура води впливає на статеве дозрівання плідників. Так, у господарствах, які використовують артезіанську або джерельну воду з високою температурою в осінньо-зимовий період, плідники дозрівають швидше, ніж у передгірських і гірських господарствах, які постачаються водою з річок та потоків.

Дорослі особини найкраще почувають себе при вмістові кисню у воді близько 10 мг/л, ембріони — при 7 мг/л. Інтенсивному вирощуванню пструга сприяють підвищений вміст у воді сульфатів і хлоридів, а також підвищена твердість води. У лужній воді пструг райдужний росте краще, ніж у кислій. Так, чотирирічні риби при вирощуванні в кислій воді торфовищ мають масу близько 100 г, а у вапняній — 1200 г. Недостатня прозорість води негативно впливає на хід інкубації ікри, живлення личинок і дорослих риб.

У природних водоймах живиться бокоплавами, личинками, комахами, які падають у воду внаслідок змивання їх дощовими водами з навколишніх лісів, лук, полів. Із збільшенням розмірів риб збільшуються і розміри об'єктів, які вони споживають. Риби завдовжки понад 19–33 см поїдають мальків риб. Живляться вони майже протягом усього дня, а також і в місячні ночі. У рибоводних господарствах, крім природної їжі пструг райдужний споживає штучні кормові суміші.

Залежно від забезпеченості кормом та інших факторів темп росту пструга в різних водоймах і господарствах неоднаковий. Так, у басейні Прута довжина риб у дворічному віці становить близько 9–20 см при масі 8–83 г, у трирічному — 17–21 см при масі 50–120 г. Чим вище ставкове господарство над рівнем моря і відповідно нижча в ньому температура води, тим повільніше в них ростуть риби.

Нереститься в березні — квітні при температурі води +6…+8 °С, для чого вона піднімається у верхів'я річок. Тут самиця обирає ділянку з кам'янистим дном і зі швидкою течією. Хвостовим плавцем вона робить ямку завглибшки до 13 см і діаметром близько 30 см. Самець участі в будівництві гнізда не бере, але відганяє від цього місця інших самців, постійно плаваючи навколо самки. Після відкладання ікри і її запліднення самиця відходить від гнізда, стає проти течії і починає закопувати гніздо, цьому сприяє течія. Самки відкладають від 1,5 до 8,5 тис. ікринок діаметром 4–5 мм. При температурі води +7…+9 °С розвиток ембріонів в ікрі триває більш як місяць.

## Підвиди
- Oncorhynchus aguabonita aguabonita (Jordan, 1892)
- Лосось стальноголовий (Oncorhynchus mykiss gairdnerii) (Richardson, 1836)
- Oncorhynchus aguabonita gilberti (Jordan, 1894)
- Oncorhynchus mykiss irideus (Gibbons, 1955)
- Oncorhynchus mykiss mykiss (Walbaum, 1792)
- Oncorhynchus mykiss nelsoni (Evermann, 1908)
- Oncorhynchus mykiss newberrii (Girard 1859)
- Oncorhynchus aguabonita stonei (Jordan, 1894)
- Oncorhynchus aguabonita whitei (Evermann, 1906)
- Oncorhynchus mykiss aquilarum (Snyder, 1917)